# Głuszyca
Głuszyca (udtale: [ɡwuˈʂɨt͡sa]; tysk: Wüstegiersdorf) er en by i den sydlige del af Voivodskabet Nedre Schlesien i det sydvestlige Polen. Byen har 6.095(2021) indbyggere og et areal på 16,21 km². Den er en del af powiatet (amt) Wałbrzych. Den ligger tæt på grænsen til Tjekkiet , cirka 13 km sydøst for Wałbrzych, og 69 km sydvest for den regionale hovedstad Wrocław.

## Historie
Bosættelsen blev omkring 1300 nævnt som Wustendorf i Liber fundationis episcopatus Vratislaviensis (en) som en landsby ejet af det Bispedømmet Wrocław. Det blev grundlagt i slutningen af det 13. århundrede under hertug Bolko 1. den Strenge af Piast-dynastiet, med navnet Neu-Gerhardisdorf ("Gerhards nye landsby") som en tysk bosættelse inden for Det Hellige Romerske Rige.
Efter at byen blev ødelagt i kølvandet på Hussitterkrigene, blev byen genbosat af minearbejdere fra Sachsen. Sammen med regionen tilhørende Østrig blev det afstået til Kongeriget Preussen i det 18. århundrede, og indtil 1945 var det også en del af Tyskland. Under 2. verdenskrig oprettede tyskerne adskillige tvangsarbejdslejre i landsbyen, underlagt Gross-Rosen koncentrationslejren. Tusindvis af mennesker, kvinder og mænd blev fængslet der. Efter Tysklands nederlag i 2. verdenskrig i 1945 var byen en del af den region, der blev en del af Polen under vilkår i Potsdam-aftalen.